# Gotur, Bellary
Gotur là một làng thuộc tehsil Bellary, huyện Bellary, bang Karnataka, Ấn Độ.